# Sveto kadilo
Sveto kadilo je drevesna smola rastline Boswellia sacra. Sveto kadilo je eno izmed daril, ki so jih prinesli Sveti trije kralji po svetopisemski zgodbi novorojenemu Jezusu. 
Kadilo, ki se uporablja pri krščanskem bogoslužju, je po navadi pripravljeno na osnovi smole Boswellia sacra.
Iz rastline Boswelia serrata (indijska bozvelija) se pridobivata homeopatski sredstvi Olibanum in H15-ayurvedica. Oboje se uporablja pri zdravljenju vnetnih procesov, zmanjšanju edemov, dopolnilno pri zdravljenju možganskega raka.